# Rezervația din Gobustan
Rezervația din Gobustan (în azeră Qobustan Dövlət tarixi-bədii qoruğu), situată la circa 65 de kilometri sud-vest Baku, a fost fondată în 1966, pentru a prezerva și proteja arta rupestră din regiune, precum și vulcanii noroioși și monoliții « gaval dash ». Este rezervația cea mai vizitată din Azerbaidjan.
Ea adăpostește circa 600.000 de picturi rupestre care reprezintă oameni, bătălii, dansuri, nave, războinici înarmați cu lănci, lupte cu tauri, nave încărcate cu oșteni, caravane de cămile, Soarele și stelele etc. Desenele au vechimea cuprinsă între 5.000 și 20.000de ani.

## Artă rupestră
Arta rupestră (desene și sculpturi) și petroglifele descriu scene fascinante ale vieții preistorice din Caucaz. Desenele, destul de bine păstrate, arată persoane în nave de stuf, oameni vânând o antilopă și tauri sălbatici, și femei dansând, între alte scene ale vieții cotidiene. Celebrul antropolog norvegian Thor Heyerdahl a vizitat regiunea în mai multe rânduri între 1961 și moartea sa survenită în 2002, studiind siturile din Gobustan în cartea sa Căutându-l pe Odin.

## Vulcani noroioși

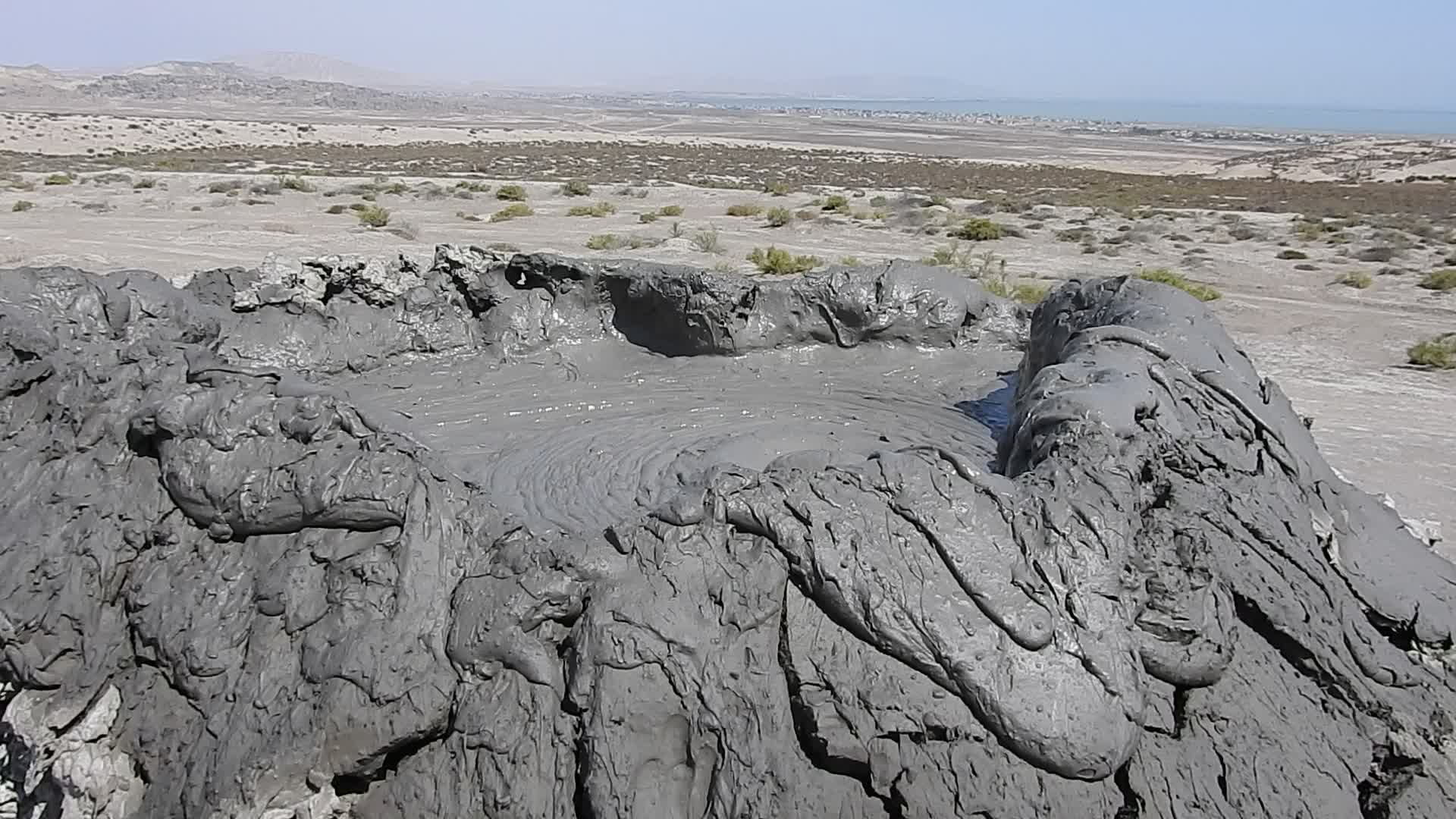
Vulcan noroios aproape de Marea Caspică

Se estimează că vreo 300 din cei 700 de vulcani noroioși din întreaga lume se află în Gobustan și în Marea Caspică.Mulți geologi, turiști străini sau localnici vizitează siturile, cum sunt craterul Firuz, Gobustanul, sau  Salyan pemtru a se badijona cu noroiul reputat cu virtuți terapeutice. În 2001 un vulcan noroios, aflat la 15 kilometri de Baku, s-a aflat pe prima pagină a ziarelor din lumea întreagă, atunci când flăcări înalte de cinsprezece metri au început să iasă din crater.